# سنة واحدة ثمينة (فلم)
سنة واحدة ثمينة (بالإنجليزية: One Precious Year) هو فيلم درامي بريطاني تم إنتاجه عام 1933 من إخراج هنري ادوارد وبطولة ان جري، اوين نارس، باسل راثبون. تم إنتاجه في استوديوهات الستر من المنتج البريطاني هربرت كوريكس وتم إصداره من الفرع البريطاني لشركة بارمونت بكشتر، وتم تصميم ديكورات الفيلم من المخرج الفني ولفرد ارنولد.

## روابط خارجية
- سنة واحدة ثمينة على موقع IMDb (الإنجليزية)
- سنة واحدة ثمينة على موقع أول موفي (الإنجليزية)
- سنة واحدة ثمينة على موقع قاعدة بيانات الفيلم (الإنجليزية)
- سنة واحدة ثمينة على موقع ليتربوكسد (الإنجليزية)
- سنة واحدة ثمينة على موقع كينوبويسك (الروسية)